# Annihilator (chitarra)
La Annihilator è una chitarra prodotta da October Guitars per Doyle Wolfgang Von Frankenstein, ex chitarrista del gruppo horror punk Misfits.
La chitarra è stata creata dopo la divisione della formazione originale del gruppo. 
Fu usata dal vivo nelle esibizione dal 1996 al 2001. La chitarra ha una forma a pipistrello. È stata prodotta con la collaborazione dello stesso Paul Caiafa da October Guitars, che ne ha prodotte due modelli: il primo è in mogano con manico neck-thru e con l'autografo di Caiafa al 12° tasto della tastiera; il secondo modello invece è realizzato sempre in mogano ma il blocco centrale del manico è in grafite, i segnatasti sono fosforescenti, è realizzata a mano negli USA con certificato. Il ponte è un Floyd Rose Special.